# Biblioteca Louis Notari (Mônaco)
Biblioteca Louis Notari ( em francês:  Bibliothèque Louis Notari  ) é a biblioteca nacional de Mônaco, fundada em 1909. É a biblioteca de depósito legal e direitos autorais de Mônaco desde 1925. Possui mais de 400.000 livros. É nomeada para o escritor monegasco Louis Notari.